# 날아라! 호빵맨 극장판: 바나나섬을 되찾아줘
《날아라! 호빵맨 극장판: 바나나섬을 되찾아줘》(일본어: それいけ!アンパンマン よみがえれ バナナ島)은 2012년 공개된 애니메이션 영화로, 《날아라 호빵맨》의 영화화 작품 중 24번째 작품이다.